# La Pesquera (Cuenca)

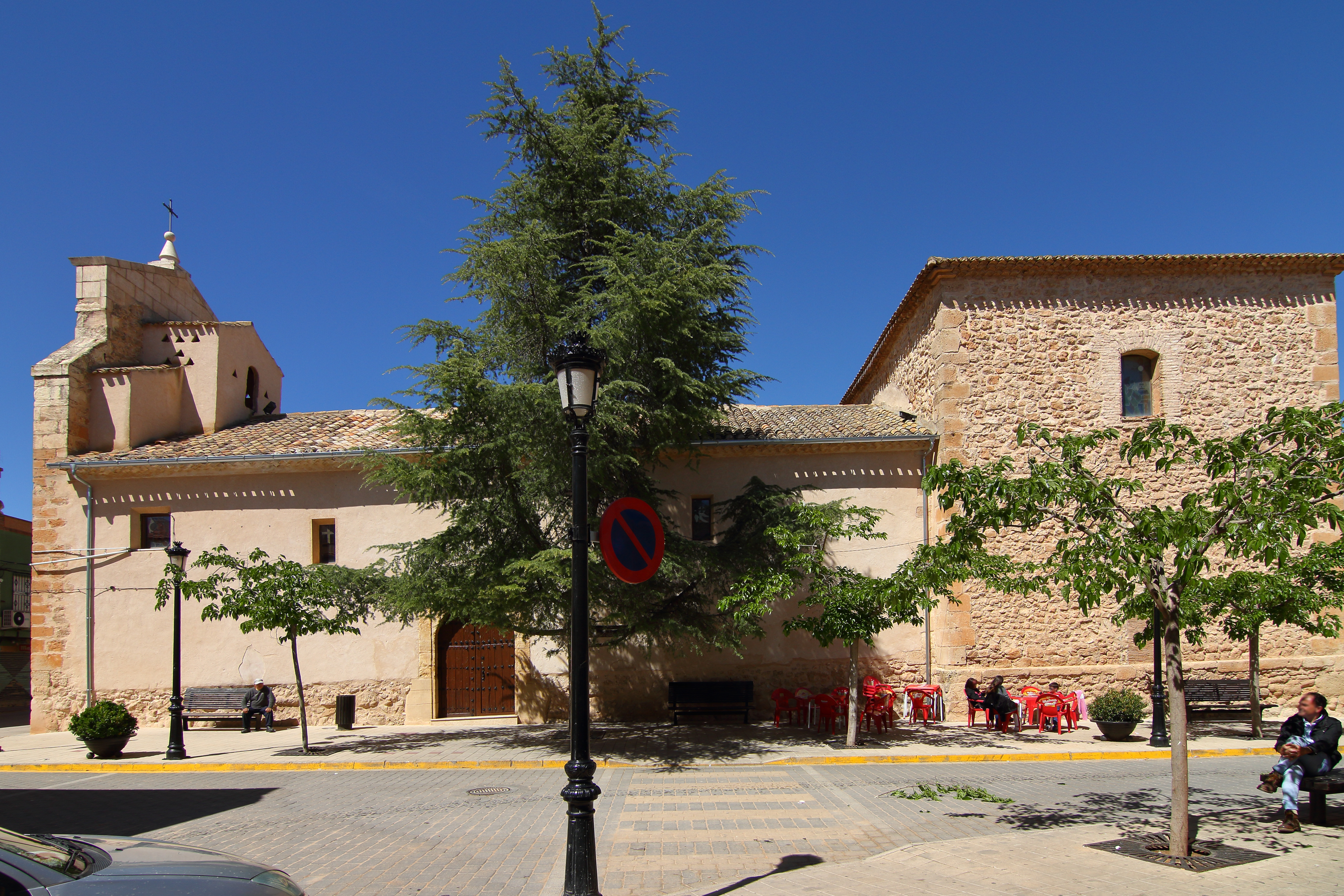
Iglesia de Purificación de María

La Pesquera es un municipio español de la provincia de Cuenca, en la comunidad autónoma de Castilla-La Mancha. Tiene un área de 72,22 km² con una población de 215 habitantes (INE 2018) y una densidad de 3,11 hab/km².

## Demografía
La Pesquera cuenta con una población de 234 habitantes (INE 2024).
| Gráfica de evolución demográfica de La Pesquera entre 1842 y 2021                                                                                             |
| |
| Población de derecho según los censos de población del INE Población de hecho según los censos de población del INEEn este censo se denominaba Pesquera: 1842 |

## Administración
| Periodo   | Nombre                            | Partido   |
| --------- | --------------------------------- | --------- |
| 1979-1983 | Paulino Martínez Navarro          | PSOE      |
| 1983-1987 | Paulino Martínez Navarro          | PSOE      |
| 1987-1991 | Fortunato Sancho Coronado         | AP/PDP/UL |
| 1991-1995 | Fortunato Sancho Coronado         | PP        |
| 1995-1999 | Fortunato Sancho Coronado         | PP        |
| 1999-2003 | Juan José Izquierdo Lorente       | PP        |
| 2003-2007 | Juan José Izquierdo Lorente       | PP        |
| 2007-2011 | Lot Coronado Mayordomo            | PP        |
| 2011-2015 | María del Carmen García Domínguez | PSOE      |
| 2015-2019 | María del Carmen García Domínguez | PSOE      |
| 2019-2023 | María del Carmen García Domínguez | PSOE      |
| 2023-act. | María del Carmen García Domínguez | PSOE      |

## Municipios limítrofes
Se ubica en el cuadrante sur oriental de la provincia, limitando con los siguientes municipios: con Mira al noreste, con Enguídanos al norte, con Puebla del Salvador al oeste, Minglanilla al sur y Villargordo del Cabriel (Valencia) al sureste.

## Fiestas
La víspera del día de San Antón, noche del 16 de enero, se realizan hogueras por las diferentes calles del pueblo, donde los vecinos se agrupan para cenar unas patatas asadas en las brasas, chorizos y unos dulces.
Las fiestas patronales son el día 2 de febrero, la Candelaria; y el 16 de agosto, San Roque, patrón del municipio, y día en que se saca al Santo en Procesión, junto con la Virgen de la Cueva, destacando a su finalización la subasta de las andas de los Santos y otros objetos.
La fiesta suele durar una semana, organizándose de día diferentes actos lúdicos como juegos para los más pequeños, bailes regionales, competiciones deportivas de bicicletas o fútbol; mientras que por las noches se caracteriza por las típicas verbenas con orquesta.
La noche del 30 de abril se cantan los Mayos. Se trata de una canción alegre en la que las estrofas ensalzan a la Virgen. Una persona (pintor) comienza el cántico por estrofas y el resto la repiten a coro.
El día 1 de mayo, en honor de la Virgen de la Cueva Santa, se celebra una romería con la Virgen desde el pueblo hasta las proximidades del embalse de Contreras, donde se ha acondicionado un área de monte para uso recreativo, con un humilladero cubierto.

## Personalidades
- Pablo Correa (1844), político republicano federalista y abogado. Colaborador de Pi Margall.
- Basiliso Serrano Valero (1908-1955), "El Manco de La Pesquera" guerrillero antifranquista.
- Juan de Zafrilla Azagra siglo XVII Canónigo de la iglesia de San Justo y Pastor y canónigo de Toledo. Catedrático en la Universidad de Alcalá de Henares 1645-1655. Predicador de los Austrias. Rector de la Universidad de Alcalá 1639-1640. Murió en 1665.